# Doba nevinosti (1993.)
Doba nevinosti (eng. The Age of Innocence) je film Martina Scorsesea iz 1993. s Danielom Day-Lewisom, Michelle Pfeiffer i Winonom Ryder u glavnim ulogama. Film je adaptacija istoimenog romana Edith Wharton.

## Radnja
New York, 1870. Newland Archer (Day-Lewis) je imućni odvjetnik, zaručen za May Welland (Ryder), lijepu, ali konvencionalnu aristokratkinju. Newland počinje dovoditi u pitanje život koji je planirao nakon dolaska Mayine rođakinje, egzotične i profinjene grofice Ellen Olenske (Pfeiffer). Ellen traži razvod od svog nasilnog muža, poljskog kneza, koji ju je izopćio iz društvenog života, a i njezina obitelj se boji skandala. Kako se Newland sve više zanima za Ellen, koju uvjerava da ne traži razvod, njegove iluzije o društvu kojem pripada se razbijaju, a njegov brak s May se raspada. Hoće li slijediti društvene konvencije ili svoje srce?

## Zanimljivosti
- Martin Scorsese je opet snimio film s Danielom Day-Lewisom koji je radnjom smješten u New York u drugu polovicu devetnaestog stoljeća, Bande New Yorka, samo što je on u tom filmu glumio mesara, a ne aristokrata.
- Većina filma, posebno scene smještene u domu gđe. Manson Mingott (Mayine i Ellenine bake), snimljen je staroj građevini Paine, u 2. ulici, u Troyu, New York. Građevina, poznata pod nadimkom "The Castle", je dom Alpha Tau, podružnice bratstva Pi Kappa Phi.

## Glumci
- Daniel Day-Lewis - Newland Archer
- Michelle Pfeiffer - grofica Ellen Olenska
- Winona Ryder - May Welland
- Joanne Woodward - pripovjedač (glas)

## Kritike
Već uvodna virtuozna sekvenca posjeta operi za izvedbe Gounodovog Fausta, pretapanjem glazbe na sceni i žamora ogovaranja, te složenim uspostavljanjem odnosa pogledima, upućuje na preklapanje pozornice i gledališta u društvu konstituiranome pravilima izvedbe, u kojemu se identitet ostvaruje isključivo u pojavnome. Na oblikovnoj razini središnji je interes prevođenje književnih postupaka iz predloška filmskim sredstvima, pri čemu iznimno duga ekspozicija, pomni prikazi posluženih jela, odjevnih detalja ili rasporeda sjedenja za stolom, prisiljavaju gledatelja na usvajanje složenih interpretativnih pravila radi razumijevanja viđenog. Ritam filmskog pripovijedanja, naglašen fabularno nefunkcionalnim kadrovima vatre u kaminu te pretapanjima u žuto, crveno i bijelo, značajno pridonosi predočavanju razvoja Archerove paradoksalne situacije pa montažno usporavanje prema kraju filma prikazuje fabularno ubrzanje, naglašavajući temeljni rascjep želje i djelovanja. Ironijski modus ostvaruje se kroz napetost između prikaza zbivanja fokaliziranog kroz Archera, čije gledište kamera uglavnom slijedi, i pripovjedačkih komentara u trećem licu, koji upozoravaju na nepodudarnost subjektivnog viđenja i objektivne situacije protagonista. Visok stupanj formaliziranosti prigoda od kojih se sastoji društveni život njujorške aristokracije – večere, izlasci u operu, društvenih primanja – izravna je posljedica arbitrarnosti vrijedećih kodova, koji istodobno omogućuju identitet i reguliraju njegovo ostvarivanje, kao što pokazuje završna sekvenca filma, u kojoj rez koji povezuje Archera i groficu Olensku zadobiva značenje na podlozi pretežno kontinuiranoga kretanja kamere, vožnji i pretapanja u ostatku filma. Scorseseovo djelo se i samo dvostruko određuje spram fikcionalnih kodova, uspostavljajući dijalog s filmovima Nasljednica, Uspon Luja XIV., Gepard i Senso, kao i s operom i slikarstvom, a istodobno se pozivajući na brižljivu povijesnu rekonstrukciju razdoblja. Gabriella Pesucci nagrađena je Oscarom za kostimografiju.

## Vanjske poveznice
- Doba nevinosti u internetskoj bazi filmova IMDb-a